# Joe Casey
Joe Casey é um escritor norte-americano conhecido por seu trabalho em histórias em quadrinhos como Wildcats 3.0, Adventures of Superman e G.I. Joe: America's Elite. Casey é também um dos criadores da franquia Ben 10.

## Biografia
Joe Casey foi o autor de diversos títulos da editora Wildstorm que garantiam à editora atenção da crítica, mas não do público. Entre seus trabalhos, estão Automatic Kafka, um título experimental ao lado do artista Ashley Wood, Wildcats, aonde levou a série de super-heróis comuns para um novo rumo, explorando espionagem e corporativismo, e Mister Majestic, personagem análogo à Superman.
Casey foi o responsável pelo relançamento da franquia G.I.Joe pela Devil's Due Publishing, lançando, em 2005, o título G.I. Joe: America's Elite. Recentemente, Casey esteve envolvido em diversas minisséries para a Marvel Comics, como Avenger's: Earth's Mightiest Heroes e sua continuação, Iron Man: The Inevitable e Fantastic Four: First Family.
Seus outros trabalhos incluem o título alternativo Gødland para a Image Comics e os roteiros do relançamento de Youngblood, personagens criados por Rob Liefeld. Casey também faz parte da equipe Man of Action ao lado dos colegas Joe Kelly, Duncan Rouleau e Steven T. Seagle, responsáveis pela criação da franquia animada Ben 10, em exibição no Cartoon Network.

### DC Comics
Pela DC Comics, foram publicados:
- The Flash #151 (1999)
- The Adventures of Superman #587-590, 592-606, 608-610, 612-623 (2001-2004)
- Batman: Tenses #1-2 (2003)
- Final Crisis Aftermath: Dance #1-6 (com ChrisCross, 2009)

### Marvel Comics
Pela Marvel Comics, foram publicados:
- Alpha Flight volume 2 #11 (1998)
- Alpha Flight/Inhumans annual '98 (1998)
- Uncanny X-Men/Fantastic Four annual '98 (1998)
- Wolverine: Black Rio (1998)
- Cable #51-70 (1998-1999)
- The Incredible Hulk #467-474 (1998-1999)
- Wolverine/Cable: Guts and Glory #1 (1999)
- Wolverine: Days of Future Past #2-3 (1998)
- X-Men volume 2 #73 (1998) and 88 (1999)
- Iron Man annual '99 (1999)
- Juggernaut: the Eight Day (1999)
- Thunderbolts #26 (1999)
- Captain America annual '99 (1999)
- Uncanny X-Men #368, 394-409 (1999, 2001-2002)
- Deathlok volume 3 #1-11 (1999-2000)
- X-Men: Children of the Atom #1-6 (1999-2000)
- Heroes Reborn: Masters of Evil (2000)
- Uncanny X-Men annual 2001 (2001)
- The X-Men In: Life Lessons (2003)
- Avengers: Earth Mightiest Heroes #1-8 (2005)
- Iron Man: the Inevitable #1-6 (2005-2006)
- Avengers: Earth Mightiest Heroes II #1-8 (2006-2007)
- Fantastic Four: First Family #1-6 (2006)
- Iron Man: Enter the Mandarin #1-6 (2007-2008)

### Wildstorm
Pela Wildstorm foram publicados:
- Gen¹³ #42 (1999)
- Mister Majestic #1-9(1999-2000)
- The Authority: Devil's Night (2000)
- Wildcats: Devil's Night (2000)
- Wildcats: Ladytron (2000)
- Wildcats volume 2 #5, #8-28 (2000-2002)
- Automatic Kafka #1-9 (2002)
- Wildcats 3.0 #1-24 (2002-2004)
- Coup D'Etat: Wildcats (2004)
- The Intimates #1-12 (2004-2005)

### Image Comics
Pela Image Comics, foram publicados:
- Hellcop #1-4 (com Gilbert Monsanto, 1998-1999)
- "Codeflesh" (com Charlie Adlard, no título Double Image #1-5, 2001)
- Gødland #1-presente (com Tom Scioli, desde 2005)
  - Image Comics Holiday Special 2005 (história curta com os personagens de Gødland, 2005)
- Krash Bastards, (com Axel 13, graphic novel, 2008)[1]
- Nixon's Pals (com Chris Burnham, graphic novel,  2008)[2]
- Charlatan Ball (com Andy Suriano, 2008)

### Outros
Outros trabalhos de Joe Casey incluem:
- Battle Pope #11-13 (Funk-O-Tron, 2000)
- Codeflesh (com Charlie Adlard, AiT/Planet Lar 2003)
- Double Take #6-8 (Funk-O-Tron, 2001)
- Full Moon Fever  (OGN, AiT/Planet Lar, 2005)
- Hellboy: Weird Tales #2 (Dark Horse Comics, 2003)
- Milkman Murders #1-4 (com Steve Parkhouse, Dark Horse Comics, 2004)
- Infantry #1-3 (Devil's Due Publishing, 2004-2005)
- Rock Bottom (com Charlie Adlard, OGN, AiT/Planet Lar, 2006)[3]
- Tom Strong #33 (America's Best Comics, 2005)
- G.I. Joe: America's Elite #0-18 (Devil's Due Publishing, 2005-2006)